# Ashton (Kornwalia)
Ashton – wieś w Anglii, w Kornwalii, w dystrykcie (unitary authority) Kornwalia. Leży 14,1 km od miasta Penzance, 28,2 km od miasta Truro i 403 km od Londynu. W 2015 miejscowość liczyła 548 mieszkańców. Ashton jest wspomniana w Domesday Book (1086) jako Aissetone/Aissetona.